# Crna sjeničica
Crna sjeničica je vrsta ptice pjevice iz Amerike. Dugačka je 12 cm, a ima 8,5 grama težine. Ova ptica živi u Kanadi i istočnom dijelu SAD-a. Raspon krila joj je 12-19 cm. Selica je,  zimuje na zapadnoindijskim otocima, srednjoj Americi i u sjevernim dijelovima Južne Amerike. Rijetko se viđa u zapadnoj Europi. Najčešće se hrani kukcima i malim voćkama. 

## Perje
Mužjak ima narančasto-crveno perje oko prsa, krila i repa, a trbuh i podrepni dio tijela su bijele boje, dok ostatak tijela je pokriven crnim perjem. Mužjaci često mašu krilima i repom da bi pokazali kako lijepo izgleda. Kod ženke i mladih perje oko prsa, krila i repa je žuto, glava je sive boje. Ostatak tijela je maslinastozelene boje. Mladi mužjaci počinju izgledati kao odrasli mužjaci u drugoj godini života.

## Razmnožavanje
Ova vrsta ptica se razmnožava u šumama blizu vode u lipnju i svibnju. Neki mužjaci imaju više partnerica za parenje u isto vrijeme. 2-5 jaja se nalazi u gnijezdu koje je u obliku pehara. Gnijezda su im obično napravljena od trave, kore s drveta, mahovine i grančica, a postava je napravljena od perja i dlaka. Ponekad koriste i stara gnijezda. Jaja su bijela s crnim točkicama. 
Mlade odgajaju oba roditelja, a oni napuštaju gnijezdo nakon 9 dana.   